# Ebullioskop

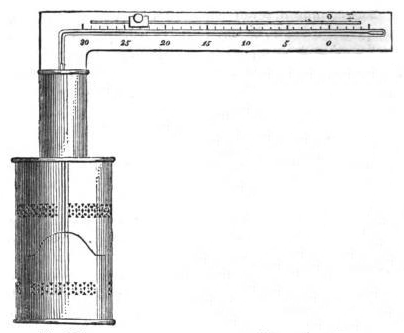
Vidals ebullioskop

Ebullioskop är en apparat för bestämning av alkoholstyrkan i t.ex. öl eller vin. Principen är att man bestämmer den aktuella vätskans kokpunkt, vilken är beroende av vätskans alkoholhalt.
Apparaten består av ett kärl, i vilket vätskan som ska undersökas, värms till kokning. I kärlets lock finns placerat en termometer, vars kvicksilverpelare står stilla ett ögonblick när vätskan börjar koka och därmed visar vätskans kokpunkt. Termometern kan även vara graderad för att direkt ange alkoholhalten.
Apparaten lämnar ganska tillfredsställande resultat, men användningen fordrar en del förkunskaper och övning, t.ex. beroende på det faktum att en sockerhalt i vätskan påverkar kokpunktens läge.
Metoden med ebullioskop uppfanns år 1838 av Brossard-Vidal och gav fördel av att vara mindre känslig för socker och andra lösta ämnen i vätskan. En senare version byggdes av den franske kemisten François-Marie Raoult, men svårigheten att bestämma exakt temperatur klarades först med uppfinningen av Beckmann-termometern år 1887.